# Aleksiej Czuklin
Aleksiej Czuklin (ros. Алексей Чуклин, ur. 11 sierpnia 1985 roku) – rosyjski kierowca wyścigowy.

## Kariera

### Początki
Czuklin rozpoczął karierę w jednomiejscowych samochodach wyścigowych w wieku 26 lat w 2011 roku w Single-seater V de V Challenge. W ciągu 3 wyścigów zwyciężył dwa. Z dorobkiem 104 punktów został sklasyfikowany na 22 pozycji w klasyfikacji końcowej kierowców.

### Formuła Renault
W 2011 roku Rosjanin także rozpoczął stary w Europejskim Pucharze Formuły Renault 2.0 oraz w Północnoeuropejskim Pucharze Formuły Renault 2.0. W obu tych seriach Czuklin podpisał kontrakt z holenderską ekipą MP Motorsport. W serii północnoeuropejskiej uzyskał 113 punktów, co mu dało 13 pozycję, zaś w europejskim pucharze nie zdobył żadnych punktów.
Rok później pojawił się znów na starcie w Europejskim Pucharze Formuły Renault 2.0, w Północnoeuropejskim Pucharze Formuły Renault 2.0 oraz w Alpejskiej Formule Renault 2.0. Jeżdżąc w ekipie MP Manor Motorsport zdobył 23 punkty, co mu dało 34 lokatę w klasyfikacji generalnej. W seriach europejskiej i alpejskiej nie zdołał ani raz zapunktować.

### Formuła 3
Na sezon 2013 Rosjanin podpisał kontrakt z hiszpańską ekipą Emilio de Villoty na starty w European F3 Open. W serii zimowej ukończył jeden z dwóch wyścigów na podium.

## Statystyki
| Sezon | Seria                                         | Zespół                                     | Wyścigi | Zwycięstwa | PP | NO | Podium | Punkty | Pozycja |
| ----- | --------------------------------------------- | ------------------------------------------ | ------- | ---------- | -- | -- | ------ | ------ | ------- |
| 2011  | Europejski Puchar Formuły Renault 2.0         | MP Motorsport                              | 4       | 0          | 0  | 0  | 0      | 0      | NS      |
| 2011  | Północnoeuropejski Puchar Formuły Renault 2.0 | MP Motorsport                              | 20      | 0          | 0  | 0  | 0      | 113    | 13      |
| 2011  | Single-seater V de V Challenge                | V de V                                     | 3       | 2          | 3  | 3  | 2      | 104    | 22      |
| 2012  | Europejski Puchar Formuły Renault 2.0         | Fortec Motorsports                         | 2       | 0          | 0  | 0  | 0      | 0      | NS      |
| 2012  | Północnoeuropejski Puchar Formuły Renault 2.0 | MP Manor Motorsport                        | 13      | 0          | 0  | 0  | 0      | 23     | 34      |
| 2012  | Alpejska Formuła Renault 2.0                  | Team Torino Motorsport                     | 2       | 0          | 0  | 0  | 0      | 0      | NS      |
| 2013  | European F3 Open                              | EmiliodeVillota Motorsport                 | 16      | 0          | 0  | 0  | 0      | 28     | 11      |
| 2013  | European F3 Open (edycja zimowa)              | EmiliodeVillota Motorsport (edycja zimowa) | 2       | 0          | 0  | 0  | 1      | 0      | NS†     |

† – Czuklin nie był klasyfikowany.